# Dättlikon
Dättlikon és un municipi del cantó de Zúric (Suïssa), situat al districte de Winterthur.